# Dundee Football Club 2024-2025
Questa voce raccoglie le informazioni riguardanti il Dundee Football Club nelle competizioni ufficiali della stagione 2024-2025.

## Stagione
- In Scottish Premiership il Dundee si classifica al 10º posto (41 punti), dietro al Kilmarnock e davanti al Ross County.
- In Scottish Cup viene eliminato ai quarti di finale dagli Hearts (1-3).
- In Scottish League Cup viene eliminato ai quarti di finale dai Rangers (0-3).

## Maglie e sponsor
Il fornitore tecnico per la stagione 2023-2024 è Macron, mentre lo sponsor ufficiale è Crown Engineering Services. 
| Casa | Trasferta |

## Rosa
| N. |                        | Ruolo | Calciatore        |
| -- | ---------------------- | ----- | ----------------- |
| 1  | Scozia (bandiera)      | P     | Jon McCracken     |
| 2  | Inghilterra (bandiera) | D     | Ethan Ingram      |
| 3  | Scozia (bandiera)      | D     | Clark Robertson   |
| 4  | Galles (bandiera)      | D     | Ryan Astley       |
| 5  | Irlanda (bandiera)     | D     | Joe Shaughnessy   |
| 6  | Scozia (bandiera)      | D     | Jordan McGhee     |
| 7  | Scozia (bandiera)      | A     | Scott Tiffoney    |
| 8  | Scozia (bandiera)      | C     | Josh Mulligan     |
| 10 | Scozia (bandiera)      | C     | Lyall Cameron     |
| 11 | Austria (bandiera)     | C     | Oluwaseun Adewumi |
| 12 | Inghilterra (bandiera) | D     | Imari Samuels     |
| 13 | Inghilterra (bandiera) | P     | Adam Legzdins     |
| 14 | Messico (bandiera)     | C     | César Garza       |

| N. |                             | Ruolo | Calciatore         |
| -- | --------------------------- | ----- | ------------------ |
| 15 | Scozia (bandiera)           | A     | Simon Murray       |
| 18 | Scozia (bandiera)           | A     | Charlie Reilly     |
| 19 | Scozia (bandiera)           | C     | Finlay Robertson   |
| 20 | Francia (bandiera)          | D     | Billy Koumetio     |
| 21 | Francia (bandiera)          | D     | Ziyad Larkeche     |
| 23 | Inghilterra (bandiera)      | A     | Seb Palmer-Houlden |
| 26 | Scozia (bandiera)           | C     | Scott Fraser       |
| 27 | Messico (bandiera)          | C     | Víctor López       |
| 28 | Francia (bandiera)          | C     | Mohamed Sylla      |
| 29 | Messico (bandiera)          | D     | Antonio Portales   |
| 30 | Scozia (bandiera)           | P     | Harrison Sharp     |
| 31 | Irlanda del Nord (bandiera) | P     | Trevor Carson      |
| 50 | Irlanda del Nord (bandiera) | D     | Aaron Donnelly     |